# AS Somasud
Association Sportive Somasud w skrócie AS Somasud – madagaskarski klub piłkarski z siedzibą w Toliarze, występujący niegdyś w pierwszej lidze madagaskarskiej.

## Sukcesy
- I liga[1]:
  - mistrzostwo (1):  1981.

## Występy w afrykańskich pucharach
| Sezon | Rozgrywki       | Runda | Kraj     | Klub               | Dom | Wyjazd | Dwumecz |
| ----- | --------------- | ----- | -------- | ------------------ | --- | ------ | ------- |
| 1982  | Puchar Mistrzów | 1     | Eswatini | Mhlume Peacemakers | 4–0 | 0–2    | 4–2     |
| 1982  | Puchar Mistrzów | 2     | Zambia   | Green Buffaloes FC | 1–3 | 0–3    | 1–6     |

## Stadion
Domowe mecze klub rozgrywa na stadionie o nazwie Stade Maître Kira w Toliarze, który może pomieścić 5000 widzów.